# Резня в Сургуте
Резня в Сургуте — террористический акт, произошедший 19 августа 2017 года в центре Сургута на улице Дзержинского. 19-летний выходец из Дагестана по имени Артур Гаджиев, имевший при себе муляж пояса смертника, поджёг торговый центр «Северный», после чего напал с ножом и топором на прохожих на улице, ранив 8 человек, из них тяжело — двух. Был застрелен нарядом полиции после короткой погони. Ответственность за случившееся взяло на себя «Исламское государство», тем самым, этот случай стал ещё одним в серии терактов: 17 августа грузовик в Барселоне протаранил толпу людей, а 18 августа марокканец устроил схожую резню в Финляндии.

## Ход событий
Находясь в торговом центре «Северный» в центре Сургута, Гаджиев поджёг коридор, после чего двинулся вниз к банкомату. Женщина, снимавшая в нём деньги, испугалась и закричала «Помогите», после чего Гаджиев ударил её топором, бросил его и выбежал на улицу. Там он орудовал ножом, удары старался наносить в шею и в живот. После этого он принялся уходить от наряда полиции, оказавшегося на месте происшествия. После недолгой погони он был застрелен двумя выстрелами в спину около перекрёстка улиц Ленина и Бахилова.
Торговые центры были эвакуированы, а на месте произошедшего работали сапёры из-за вероятного пояса смертника, оказавшегося муляжом (в виде привязанной скотчем к поясу банки).
В тот же день ответственность за случившееся взяло на себя «Исламское государство» и опубликовало посмертное видеообращение предполагаемого исполнителя теракта, назвавшего себя «Масудом Сургутским» и призывавшего мусульман атаковать людей, используя ножи и отвёртки.

## Личность нападавшего
Артур Ляметулахович Гаджиев родился 24 июля 1998 года в Сургуте. Впоследствии семья уехала в Дагестан. Гаджиев учился в Бут-Казмалярской средней школе Магарамкентского района. В 2013 году Гаджиевы вернулись в Югру и спустя год снова уехали, поселившись в Сулейман-Стальском районе кавказской республики. В конце 2014 года Артур Гаджиев в очередной раз вернулся в Сургут, где получил аттестат средней школы №22.
Гаджиев не употреблял табак, алкогольные напитки и наркотики. В школе юноша учился на «удовлетворительно» и «хорошо». Признаки девиантного поведения отсутствовали. Как охарактеризовали Гаджиева учителя, он регулярно посещал занятия в школе и не пропускал уроки без уважительной причины. Со старшими не конфликтовал. Пользовался авторитетом одноклассников, отстаивал свое мнение.
После окончания школы Гаджиев поступил в Сургутский политехнический колледж. Там молодой человек пробовал учиться на мастера отделочно-строительных работ, однако был отчислен педсоветом за нарушение дисциплины. Сотрудники колледжа утверждают, что парень провоцировал драки.

## Расследование
По сообщениям СМИ, преступление расследуется как теракт, и после происшествия были задержаны минимум 10 человек, по крайней мере двум из них предъявлено обвинение в терроризме.
26 августа «Новая газета» сообщила, что Следственный Комитет вскоре объявит о случившемся как о теракте.
12 декабря 2017 года директор ФСБ Александр Бортников впервые официально назвал произошедшее терактом.